# ويليام ماكلولين (لاعب كرة قاعدة)
ويليام ماكلولين (بالإنجليزية: William McLaughlin)‏ هو لاعب كرة قاعدة أمريكي، ولد في 3 يوليو 1861 في مقاطعة ساكرامينتو في الولايات المتحدة، وتوفي في 21 مارس 1936 في غيغ هاربور في الولايات المتحدة.

## وصلات خارجية
- ويليام ماكلولين على موقعبيزبول رفرنس.كوم (الدوري الرئيسي) (الإنجليزية)